# Fragment d'un roman grec non identifié
Le Fragment d'un roman grec non identifié (Romance Papyrus en anglais, parfois aussi appelé Alexander Papyrus) est un papyrus enluminé daté des Ier et IIe siècles. Il s'agit d'un fragment de papyrus contenant le texte d'un roman ainsi que ses illustrations. Il est considéré comme l'un des plus anciens exemples d'enluminure.

## Historique
Le fragment fait partie des nombreux papyrus antiques retrouvés en Égypte au cours des XIXe et XXe siècles contenant des textes perdus d'auteurs antiques. Il était conservé depuis une vingtaine d'années dans une collection privée en France quand il est acquis par la Bibliothèque nationale le 17 mai 1902 où il est toujours conservé.

## Description
Le papyrus contient quatre colonnes de texte dont la première et la dernière sont fortement mutilées, sur 14 lignes. Le texte est écrit en grec mais son origine ni son contenu n'ont pu être déterminés de manière précise. Il s'agit sans doute d'un roman dans lequel deux personnages ont un différend au sujet d'une somme d'argent et se rendent chez un juge pour régler le litige. Une première scène illustrée représente les deux personnages, l'un habillé de rose (une vieille femme ?), l'autre de bleu (un soldat ? appelé Démétrios) et la seconde les deux mêmes personnages devant un juge chef de district (en grec ὁ στρατηγός) assis sur un trône de couleur ocre. Les scènes sont dessinées au trait noir et utilisent seulement quatre couleurs. Il s'agit peut-être de l'un des plus anciens textes illustrés dans l'histoire de l'enluminure,.